# Campionati del mondo di mountain bike - Downhill maschile Juniores
Il Downhill maschile Juniores è uno degli eventi inseriti nel programma dei campionati del mondo di mountain bike. Si corre sin dalla prima edizione dei campionati, nel 1990.

## Albo d'oro
| Anno | Vincitore          | Secondo            | Terzo                |
| ---- | ------------------ | ------------------ | -------------------- |
| 1990 | Joey Irwin         | David Hemming      | Dwayne Norris        |
| 1991 | Bruno Zanchi       | Tomas Misser       | Verner De Ceuster    |
| 1992 | Nicolas Vouilloz   | Tomas Misser       | Thomas Damiami       |
| 1993 | Nicolas Vouilloz   | Marcus Klaussman   | Karim Amour          |
| 1994 | Nicolas Vouilloz   | Pau Misse          | Cédric Gracia        |
| 1995 | Cédric Gracia      | Marcus Klaussman   | Florent Poussin      |
| 1996 | Andy Bueler        | Cédric Gracia      | Maxime Gardella      |
| 1997 | Mickael Pascal     | David Vazquez      | Tobias Westman       |
| 1998 | Fabien Barel       | Franck Parolin     | Nathan Rennie        |
| 1999 | Nathan Rennie      | David Wardell      | Jarrod Rando         |
| 2000 | Julien Poomans     | Michael Hannah     | Jean-Paul Labossière |
| 2001 | Ben Cory           | Julien Camellini   | Samuel Hill          |
| 2002 | Samuel Hill        | Gee Atherton       | Justin Havukainen    |
| 2003 | Samuel Hill        | Gee Atherton       | Cyrille Kurtz        |
| 2004 | Romain Saladini    | Florent Payet      | Kyle Strait          |
| 2005 | Amiel Cavalier     | Brendan Fairclough | Liam Panozzo         |
| 2006 | Cameron Cole       | Samuel Blenkinsop  | Antoine Badouard     |
| 2007 | Ruaridh Cunningham | John Swanguen      | Matthew Scoles       |
| 2008 | Josh Bryceland     | Sam Dale           | Rémi Thirion         |
| 2009 | Brook MacDonald    | Shaun O'Connor     | Danny Hart           |
| 2010 | Troy Brosnan       | Neko Mulally       | Lewis Buchanan       |
| 2011 | Troy Brosnan       | David Trummer      | Guillaume Cauvin     |
| 2012 | Loïc Bruni         | Richard Rude Jr.   | Connor Fearon        |
| 2013 | Richard Rude Jr.   | Loris Vergier      | Michael Jones        |
| 2014 | Loris Vergier      | Laurie Greenland   | Jacob Dickson        |
| 2015 | Laurie Greenland   | Martin Maes        | Jackson Frew         |
| 2016 | Finnley Iles       | Magnus Manson      | Gaetan Vigé          |
| 2017 | Matt Walker        | Joe Breeden        | Max Hartenstern      |

## Medagliere
| Pos.   | Nazione       | Oro | Argento | Bronzo | Totale |
| ------ | ------------- | --- | ------- | ------ | ------ |
| 1      | Francia       | 10  | 5       | 10     | 25     |
| 2      | Australia     | 7   | 2       | 7      | 16     |
| 3      | Regno Unito   | 4   | 8       | 3      | 15     |
| 4      | Stati Uniti   | 2   | 3       | 1      | 6      |
| 5      | Nuova Zelanda | 2   | 1       | 2      | 5      |
| 6      | Canada        | 1   | 1       | 0      | 2      |
| 7      | Italia        | 1   | 0       | 1      | 2      |
| 8      | Svizzera      | 1   | 0       | 0      | 1      |
| 9      | Spagna        | 0   | 4       | 0      | 4      |
| 10     | Germania      | 0   | 2       | 1      | 3      |
| 11     | Belgio        | 0   | 1       | 1      | 2      |
| 12     | Austria       | 0   | 1       | 0      | 1      |
| 13     | Svezia        | 0   | 0       | 1      | 1      |
| 13     | Irlanda       | 0   | 0       | 1      | 1      |
| Totale | Totale        | 28  | 28      | 28     | 84     |